# Republiken Yucatán
Republiken Yucatán var en kortlivad självständig republik på Yucatánhalvön i Centralamerika mellan 1841 och 1848. Den bildades den 16 mars 1841 när den mexikanska delstaten Yucatán beslutade om utträde ur Mexikanska federationen och bilda en egen självständig stat. Republiken bibehöll dock nära band till Mexiko under hela sin existens. Republikens grundlag från 1841 var en av sin tids mest moderna och reglerade bland annat religionsfrihet för alla medborgare samt långtgående rättigheter för republikens indianbefolkning. 
1847 utbröt det s.k. kastkriget i landet när mayaindianerna revolterade mot det styrande etablissemanget, som dominerades av ättlingar till vita européer. Republiken tvingades be Mexiko om militärt stöd för att slå ner revolten, vilket man fick mot villkoret att Republiken Yucatán återinträdde i den mexikanska federationen. Detta skedde också den 14 juni 1848 och därmed upphörde republiken att existera efter endast sju år, kastkriget kom dock att fortsätta och pågick fram till 1933.

## Lista över Republiken Yucatáns presidenter
- Santiago Méndez (1840–1841)
- Miguel Barbachano (1841–1842)
- Santiago Méndez (1842–1842)
- Miguel Barbachano (1842–1843)
- Santiago Méndez (1843–1844)
- Miguel Barbachano (1844–1844)
- José Tiburcio (1844–1846)
- Miguel Barbachano (1846–1847)
- Domingo Barret (1847–1847)
- Santiago Méndez (1847–1847)
- Miguel Barbachano (1847–1848)